# Lawrence Krader
Lawrence Krader (* 9. Dezember 1919 in New York City; † 15. November 1998) war ein bedeutender sozialistischer US-amerikanischer Anthropologe und Ethnologe. Hauptwerke galten dem Ursprung des Staates, der asiatischen Produktionsweise und den ethnologischen Notizen von Karl Marx.

## Leben
Von 1936 an studierte er Philosophie am City College of New York, bei Abraham Edel, Philipp P. Wiener, Alfred Tarski und Rudolf Carnap. Bei Franz Boas belegte er Anthropologie. Er graduierte 1941 (B. A.) mit Auszeichnung. Bei Kriegsausbruch ging er zur Handelsmarine. In Leningrad lernte er Russisch. Nach dem Krieg studierte er an der Columbia-Universität Linguistik bei zwei der bedeutendsten Linguisten, Roman Jakobson und André Martinet. Die Entwicklung seiner Ansichten über die anthropologische Evolutionstheorie und Kontakt mit Karl Korsch und Karl August Wittfogel führten zum intensiven Studium der Nomaden Innerasiens. Er wechselte ans Institut für Fernöstliche Studien in Seattle, Washington, Wittfogels Universität. Krader war von 1948 bis 1951 Wittfogels Assistent. Ab 1952 unterrichtet er Linguistik in Harvard am Zentrum für Russlandstudien. Er promovierte dort 1954 mit einer Arbeit über Verwandtschaftssysteme der Altaischsprachigen Steppenbewohner Asiens. 1953 bis 1956 unterrichtet er an der American University in Washington, D.C. Von 1956 bis 1958 hielt er eine Professur für Anthropologie und das Direktorat des Nomadism Program an der Universität Syracuse, dann die Leitung des China Population Program beim Bureau of Census der Vereinigten Staaten, die Präsidentschaft der Anthropological Society of Washington (1957–59) und die ordentliche Professur an der Amerikanischen Universität (Washington, D.C.) 1958–1963.
Krader war Repräsentant für Ethnologie und Anthropologie im Social Science Council und Human Science Council (UNESCO), Leiter der Anthropologischen Sektion der Abteilung für Soziologie und Anthropologie am City College in New York, Vorsitzender der Abteilung für Soziologie und Anthropologie an der Universität Waterloo in Ontario (Canada), dort war er von 1970 bis 1972 Professor, Mitglied des Committee on Foreign Relations an der National Academy of Sciences und des Committee on Ecology beim National Research Council (Washington, D.C.) und von 1964 bis 1978 Secretary General der International Union of Anthropological and Ethnological Sciences. Die National Science Foundation förderte Kraders Arbeit über den Ursprung des Staates, Forschungen zum Ursprung der Evolutionstheorie wurden 1963 bis 1975 vom International Institute of Social History in Amsterdam unterstützt.
Im Jahre 1972 folgte Lawrence Krader einem Ruf von der University of Waterloo, in  Kanada nach Berlin und wurde Ordinarius am Institut für Ethnologie an der Freien Universität, dem er in sehr schwierigen Zeiten bis 1982 als Direktor vorstand.
Er ist Herausgeber der in Amsterdam befindlichen handschriftlichen ethnologischen Exzerpthefte von Karl Marx, aus denen dessen Studium der Werke von Lewis Henry Morgan, John Budd Phear, Henry Sumner Maine und John Lubbock, 1. Baron Avebury besser einsehbar geworden ist. Marx exzerpierte und kommentierte 1879 bis 1882 deren Schriften.
Eine Festschrift zu seinem 75. Geburtstag gab Dittmar Schorkowitz heraus.

## Werke
- Peoples of Central Asia, Indiana University Press (= Uralic and Altaic Series, Bd. 20), Bloomington, u. a., 1963.
- Social Organization of the Mongol-Turkic Pastoral Nomads, Mouton, ’s-Gravenhage, 1963.
- (Hrsg.) Anthropology and Early Law. Selected from the writings of Paul Vinogradoff, Frederic W. Maitland, Frederick Pollock, Maxime Kovalevsky, Rudolf Huebner, Frederic Seebohm. Basic Books, 1966.
- Formation of the State (Foundations of Modern Anthropology Series) Prentice-Hall, 1968.
- The Ethnological Notebooks of Karl Marx(Studies of Morgan, Phear, Maine, Lubbock), Van Gorcum, Assen, 1972. ISBN 90-232-0924-9
  - Karl Marx, die ethnologischen Exzerpthefte. hrsg. von L. Krader, übers. von Angelika Schweikhart, Suhrkamp, Frankfurt a. M. 1976.(= edition suhrkamp, Nr. 800)
- Ethnologie und Anthropologie bei Marx. Hanser, München, 1973.
- The Asiatic Mode of Production. Sources, Development and Critique in the Writings of Karl Marx, Van Gorcum, Assen, 1975.
- A Treatise of Social Labour, Van Gorcum, Assen (= Dialectic and Society, 5), 1979.
- (Vorwort) Karl Marx: Die technologisch-naturwissenschaftlichen Exzerpte. Historisch-kritische Ausgabe, Transkribiert und herausgegeben von Hans-Peter Müller. Mit einem Vorwort von Lawrence Krader. Ullstein, Frankfurt a. M., 1982.
- Die Anfänge des Kapitalismus in Mitteleuropa. Lang, Frankfurt a. M., u. a., 1993.